# Cantón de Coutras
El cantón de Coutras era una división administrativa francesa, que estaba situada en el departamento de Gironda y la región de Aquitania.

## Composición
El cantón estaba formado por doce comunas:
- Abzac
- Camps-sur-l'Isle
- Chamadelle
- Coutras
- Les Églisottes-et-Chalaures
- Le Fieu
- Les Peintures
- Porchères
- Saint-Antoine-sur-l'Isle
- Saint-Christophe-de-Double
- Saint-Médard-de-Guizières
- Saint-Seurin-sur-l'Isle

## Supresión del cantón de Coutras
En aplicación del Decreto nº 2014-192 de 20 de febrero de 2014, el cantón de Coutras fue suprimido el 22 de marzo de 2015 y sus 12 comunas pasaron a formar parte del nuevo cantón de Norte de Libourne.